# Bebop
A bebop vagy bop a dzsesszzene egyik stílusa, ami gyors tempójáról és virtuóz hangszeres improvizációiról ismert. A bebop új szemszögből közelítette meg a dallam és a harmónia kapcsolatát. A műfaj a negyvenes évek elején alakult ki. A bebop egy zenészek közt ismert szlengszó volt, ami először a második világháborúba való amerikai csatlakozást követő egy-két évben jelent meg. A jazz ezen stílusával indul a modern jazz története, amire a hatvanas években létrejövő újabb jazzstílusok megjelenésig nagyon erős hatást fejtett ki.

## Története
A bebop nem szándékos fejlesztés eredménye.
Az 1938-as Coleman Hawkins-felvétel, a Body and Soul egy fontos előzménye a bebopnak. Hawkins a korabeli jazzből indult ki, ám azt formailag és dallamilag megújította. A felvétel népszerű volt; Hawkins adott ihletet a jazz-zenészek újabb generációjának, különösen a Kansas City-ben élő Charlie Parkernek.
Az 1940-es években a jazz-zenészek fiatalabb generációja egy új stílust kovácsolt az 1930-as évek swingmuzsikájából. Az úttörők: Dizzy Gillespie, Charlie Parker, Bud Powell és Thelonious Monk – rájuk olyan korábbi zenészek hatottak, mint Art Tatum és Earl Hines zongoristák, Coleman Hawkins és Lester Young tenorszaxofonisták és Roy Eldridge trombitás. Gillespie és Parker Chicago-ban az Earl Hines Banddel játszottak, ahol találkoztak a bop előtti korszak mestereivel, Jack Teagardennel, Earl Hines-zal és Jay McShannnel. Gillespie Cab Callowaynál találkozott Milt Hinton bőgőssel, együtt dolgozták ki az új zene harmóniai és akkordikus jellemzőit. Ezalatt Charlie Parker Gene Ramey bőgőssel ugyanezt tette McShann zenekarában. A bebop jellemzői, mint a speciális harmóniavilág, a szinkópált ritmika, az alterált akkordok és az akkordhelyettesítések ekkor alakultak ki.
A New York-i Minton's Playhouse jazzklub egyfajta műhelyként funkcionált Don Byas, Thelonious Monk, Charlie Christian (aki Benny Goodmannél már súrolta a bebop határait virtuóz gitárszólóiban) és a többi korai bebopista számára.
Christian leginkább a frázisalkotásban hozott óriási változásokat. Általában a hangsúlytalan leütéseket hangsúlyozta, gyakran fejezte be szólóit a negyedik leütés második felében. Aszimmetrikus felfogása a bebop alapját jelentette. A swingben az improvizációt általában kettő-négy ütemnyi frázisok alkották, ahol az akkordmenet azonos volt a dallaméval. A bebopban a formai kötöttségeket fellazították: az improvizáció szabadon végigvonult teljes harmóniameneteken is. Christian és más korai bopperek sokszor olyan hangokat hangsúlyoztak, amelyek csak röviddel azután jelentek meg az adott dal harmóniaszerkezetében, ezzel pillanatnyi disszonanciát okozva. A swingben a szólisták az első és harmadik leütésen játszottak hangsúlyos hangokat, míg a bebopban a hangsúly a második és negyedik leütésre került (lásd Dizzy Gillespie Salt Peanuts című számát!). Ezen új elméletnek köszönhetően a bebop-szólók úgy hangzanak, mintha lebegnének a dallam harmóniamenete felett ahelyett, hogy arra játszódnának.
A swing-dobosok általában egyenletes négyeket játszottak a nagydobon. A bop-dobosok (például Kenny Clarke) a metrikus ütéseket a lengő- vagy lábcinen játszották, a nagydobot pedig csak különlegesen fontos hangsúlypontokon szólaltatták meg. A nagydob-hangsúlyokat bombának hívták egymás közt a zenészek. A vezető bop-dobosok, mint Max Roach, Shadow Wilson, Philly Joe Jones, Roy Haynes és Kenny Clarke ezzel segítették a szólistákat amolyan „kérdezz-felelek”-stílusban.
Ennek következtében fontosabb szerepet kapott a nagybőgő. A bőgő már nem csak egy harmóniai alapot jelentett, de még inkább ritmushangszerré vált az egyenletes négyeket hozó „sétáló basszus” játékkal, ezzel biztosítva a zene metrikus lüktetését. Míg a kisebb swing-bandák sokszor bőgő nélkül is funkcionáltak, a bebop elképzelhetetlen ezen hangszer nélkül.
Az 1950-es években a bebop zenészek következő generációja (mint Clifford Brown és Sonny Stitt) véglegesítette a bebop ritmikai szókincstárát. A korai beboppal ellentétben, ahol egyenetlen, szabad frázisalkotásokkal találkozhattunk, ők már egyenletes nyolcadhangos menetekből építették fel az improvizációikat, amelyeket csak néha törtek meg.

## Stílusjegyek

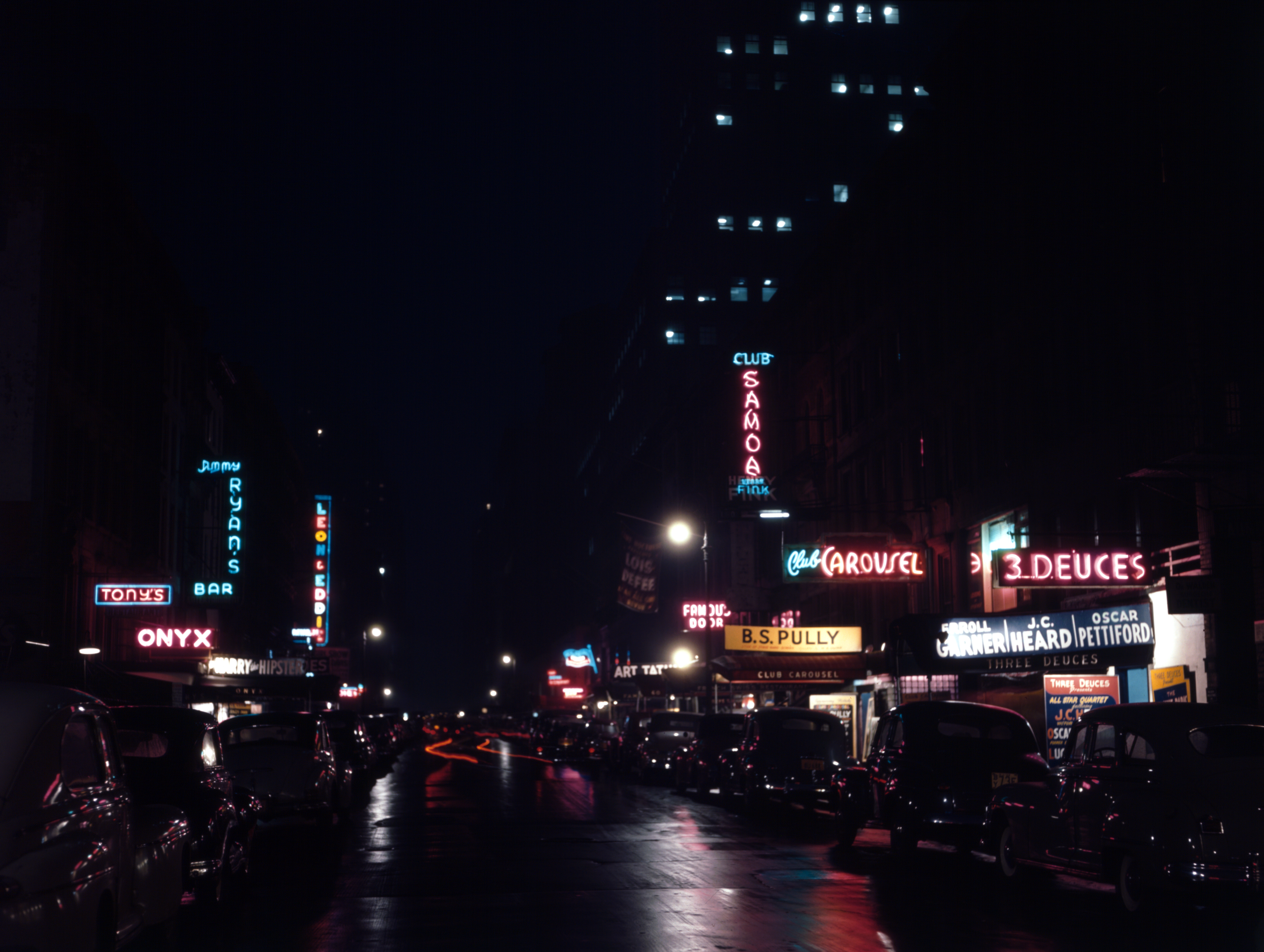
A bebop „főutcája”, a manhattani 52. utca, 1948 májusában

A bebop drasztikus változást jelentett a korabeli swing-dalokhoz képest, mivel a számok nagyon gyorsak voltak, aszimmetrikus frázisokat és bonyolult dallamokat tartalmaztak és a ritmusszekció csak metrikus szerepet töltött be. Maga a zene nem vált népszerűvé az átlagos zenehallgatók körében, akik Benny Goodman és Glenn Miller táncolható, teátrális muzsikájához voltak szokva. A bebopot gyakran „hangok versenyének” és idegesítőnek titulálták. Jazz-zenészek és jazzrajongók körében azonban valami újat és érdekeset hozott a jazztörténetbe.
Míg a swing inkább a nagyzenekari hangszerelésekre épült, a bebop a szólókat emelte középpontba. Az egyes számok témája (a „head”, ami sokszor egy korabeli pop vagy jazz standard volt) együttes tutti-játékban szólalt meg a dalok elején és végén, a középrészben pedig az akkordmenetre történő improvizáció következett a szólistáktól. A számok oroszlánrészét a szólók tették ki, az eredeti témára mindössze a harmóniamenet utalt, amit a ritmusszekció játszott. Néha a szólókban utaltak az eredeti melódiára (vagy épp egészen más számok dallamira, lásd az „idézést” és a „riffeket”). Máskor elejétől a végéig spontán dallamalkotás szólt.
A bebop-számok akkordmenetei nagyon gyakran a swing-korszak örökzöldjeire épültek, ezekre helyezték az új, összetettebb dallamokat. Ez a gyakorlat már a korai jazzre is jellemző volt, de a bebop hozta be a köztudatba. Ez a stílus szinte összeforrt néhány klasszikus harmóniamenettel, mint a blues (eredetileg I-IV-V, ám a bebopban gyakran beleírtak ii-V mozgásokat is), vagy a George Gershwin „I Got Rhythm” című dalán alapuló rhythm changes (I-vi-ii-V). A későbbi idők bebopjában eltávolodtak a popzenék harmóniavilágától.
A jazz harmóniavilága is kitágult a bebop korában. Bonyolult alterációk, helyettesítő akkordok jelentek meg, amelyek modernné tették az amúgy kissé elcsépelt harmóniameneteket is. A bebop harmóniai világát legfőképpen színezőhangokkal kiterjesztett négyeshangzatok alkotják (mint a dúrmajor tiszta nónával, esetleg bővített undecimával, a dúrszeptim tiszta vagy alterált nónával, tredecimával, a mollszeptim tiszta undecimával stb.).

## Jellemző hangszerek
Egy klasszikus bebopzenekarban szaxofon, trombita, nagybőgő, dob és zongora található. Ezt a formátumot az altszaxofonista Charlie Parker és a trombitás Dizzy Gillespie dolgozta ki a negyvenes években. Néha megjelent a színen egy kiegészítő szaxofon vagy egy (elektromos vagy akusztikus) gitár is, esetleg egyéb rézfúvósok (például harsona) vagy vonós hangszerek (például hegedű). Másrészt történhetett akár az is, hogy egy szólóhangszerrel kevesebben játszottak, és így csak kvartettfelállás szerepelt.
Habár a bebop csak egy állomása a gazdag jazztörténetnek, ma is rendkívül népszerű stílus jazzrajongók körében szerte a világon. Olyan magas szinten változtatta meg a jazz harmóniavilágát, hogy minden mai jazzoktatás részét képezi a bebopos harmóniamenetekre való rögtönzés. Emellett a swingzenét követő minden modern jazzstílus ritmusvilága is a bebopban kristályosodott ki először.

## A bebop hatása
Az ötvenes évek közepén tevékenykedő zenészek (például Miles Davis vagy John Coltrane) szélesíteni kezdték a bebop zenei kincsestárát gospel- és blues-elemekkel létrehozva a hard bopot, míg mások épp azzal ellentétes irányokba haladva létrehozták a nyugodtabb hangulatú, hangszerelésben kevésbé puritán cool jazzt, a West Coast jazzt és a modális jazzt (George Russell tevékenységét követve), megint mások kialakították a free jazzt és az avant-garde jazzt.
A bebop stílus hatásokkal bírt a Beat Generációra is, akik jazzritmusban beszéltek és gyakran láttak vendégül jazz-zenészeket munkájukhoz. A bebop hatásai a rock and rollban is megmutatkoznak, ahol a szólózás bebop-gyökerű, míg a hippikorszak a bebop külsőségeit vette át (mindkét stílus gyermekeire jellemző a non-konformizmus, a saját szleng és a tagok közti összetartás). A bebop nem csak Amerikában, de Franciaországban és Japánban is igen népszerű.
Olyan hiphopelőadók, mint A Tribe Called Quest vagy Guru a bebopot jelölik meg inspirációjuk és ritmikai sokszínűségük forrásaként. Ron Carter bőgős játszott is A Tribe Called Quest-el az 1991-es The Low End Theory-n, míg Roy Ayers és a trombitás Donald Byrd a Jazzmatazz-on játszott Guruval ugyanebben az évben. A bopszámokból sample-k, minták készülnek a hiphop színtéren.

## Fontos zenészek
| - Cannonball Adderley, altszaxofon - Chet Baker, trombita - Art Blakey, dobok - Clifford Brown, trombita - Ray Brown, nagybőgő - Kenny Burrell, gitár - Don Byas, tenorszaxofon - Paul Chambers, nagybőgő - Charlie Christian, gitár - Kenny Clarke, dobok - John Coltrane, tenorszaxofon - Tadd Dameron, zongora - Miles Davis, trombita - Kenny Dorham, trombita - Billy Eckstine, énekes és zenekarvezető - Herb Ellis, gitár - Ella Fitzgerald, énekes - Carl Fontana, harsona - Curtis Fuller, harsona - Dizzy Gillespie, trombita | - Walter Davis, Jr., zongora - Alan Greenspan, szaxofon, klarinét - Dexter Gordon, tenorszaxofon - Wardell Gray, szaxofon - Al Haig, zongora - Sadik Hakim, zongora - Barry Harris, zongora - Percy Heath, nagybőgő - Milt Jackson, vibrafon - J. J. Johnson, harsona - Duke Jordan, zongora - Lee Konitz, altszaxofon - Stan Levey, dobok - Lou Levy, zongora - John Lewis, zongora - Dodo Marmarosa, zongora - Frank Marocco, harmonika - Howard McGhee, trombita - Charles McPherson, altszaxofon - Charles Mingus, nagybőgő és zongora | - Blue Mitchell, trombita - Thelonious Monk, zongora - Wes Montgomery, gitár - Fats Navarro, trombita - Charlie Parker, tenor- és altszaxofon - Art Pepper, altszaxofon - Joe Pass, gitár - Oscar Pettiford, nagybőgő - Tommy Potter, nagybőgő - Bud Powell, zongora - Max Roach, dobok - Red Rodney, trombita - Sonny Rollins, tenorszaxofon - Frank Rosolino, harsona - Horace Silver, zongora - Sonny Stitt, tenor és altszaxofon - Lucky Thompson, tenorszaxofon - Sarah Vaughan, énekes - George Wallington, zongora - Chuck Wayne, gitár |

## Fordítás
Ez a szócikk részben vagy egészben  a   Bebop című angol Wikipédia-szócikk fordításán alapul.  Az eredeti cikk szerkesztőit annak laptörténete sorolja fel. Ez a jelzés csupán a megfogalmazás eredetét és a szerzői jogokat jelzi, nem szolgál a cikkben szereplő információk forrásmegjelöléseként.